# Aclastus flagellatus
Aclastus flagellatus là một loài tò vò trong họ Ichneumonidae.